# Makharbek Vaziev
Makharbek Vaziev (aussi Makharbeq ou Makhar ; en russe Махар Вазиев) est un danseur et chorégraphe russe né à Alaguir (Ossétie-du-Nord-Alanie, en 
URSS) le 16 juin 1961. Il est nommé artiste du peuple de la fédération de Russie en 2021.

## Biographie
Après des études à l'Académie de ballet Vaganova, il entre au Kirov en 1981 et en devient danseur étoile cinq ans plus tard.
En 1995, il est nommé directeur artistique du Kirov, devenu ballet du Théâtre Mariinsky, succédant à Oleg Vinogradov.
Affrontant la modernisation du ballet, Vaziev met au répertoire de la troupe des œuvres de John Neumeier, Kenneth MacMillan et William Forsythe, tout en préservant le répertoire romantique, y compris des œuvres de George Balanchine. Il favorise également l'émergence d'une nouvelle génération de danseurs russes, dont Ouliana Lopatkina, Diana Vichneva et Leonid Sarafanov.
Il s'installe en mars 2008 à Milan pour travailler au Teatro alla Scala dont il dirige la troupe de ballet à partir de janvier 2009. À la fin d'octobre 2015, il est annoncé que Makhar Vaziev va être nommé à la tête de la troupe du ballet du Bolchoï,. Cette nomination est effective le 18 mars 2016, il succède à Sergueï Filine.